# Via del Sole
Via del Sole è una strada urbana di Firenze che va dall'incrocio con via della Spada e via delle Belle Donne e piazza Santa Maria Novella.

## Descrizione
La via deve il suo nome all'emblema del quartiere di Santa Maria Novella, il Sol Invictus simbolo dell'eucaristia che si vede anche sul timpano della vicina basilica di Santa Maria Novella. 
Al trivio con via delle Belle Donne e via della Spada si trova il tabernacolo di San Sisto papa, con un grande affresco trecentesco. Sullo stesso lato della strada, al numero 2,  si trovano le case dei Cigliamochi, che conserva alcune parti quattrocentesche. 
Sul lato opposto della strada si trovava l'antico Ospedale dei vallombrosani di San Pancrazio, come ricorda uno stemma della congregazione. All'angolo con via del Moro (numero 9) si trova il seicentesco palazzo Farinola, decorato da un busto di Cosimo II.
Al numero 11, all'angolo con piazza Ottaviani e piazza Santa Maria Novella, si trova il palazzo Da Magnale, con stemma sull'angolo. 
Nei pressi del bivio con via delle Belle Donne si trova un'antica buchetta del vino che, cosa molto rara, conserva ancora la lapide con gli orari della vendita.

## Altre immagini

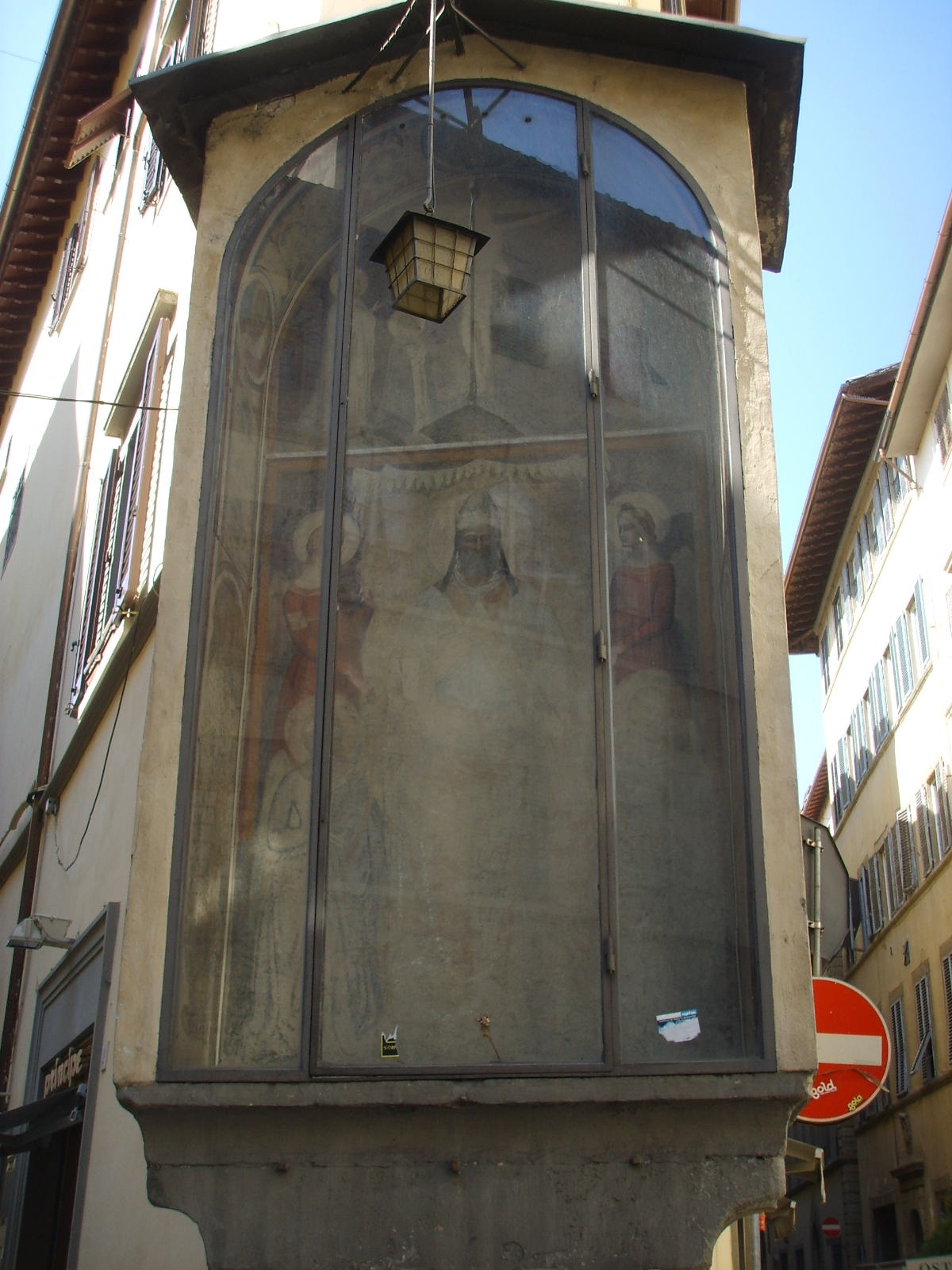
Il tabernacolo di San Sisto
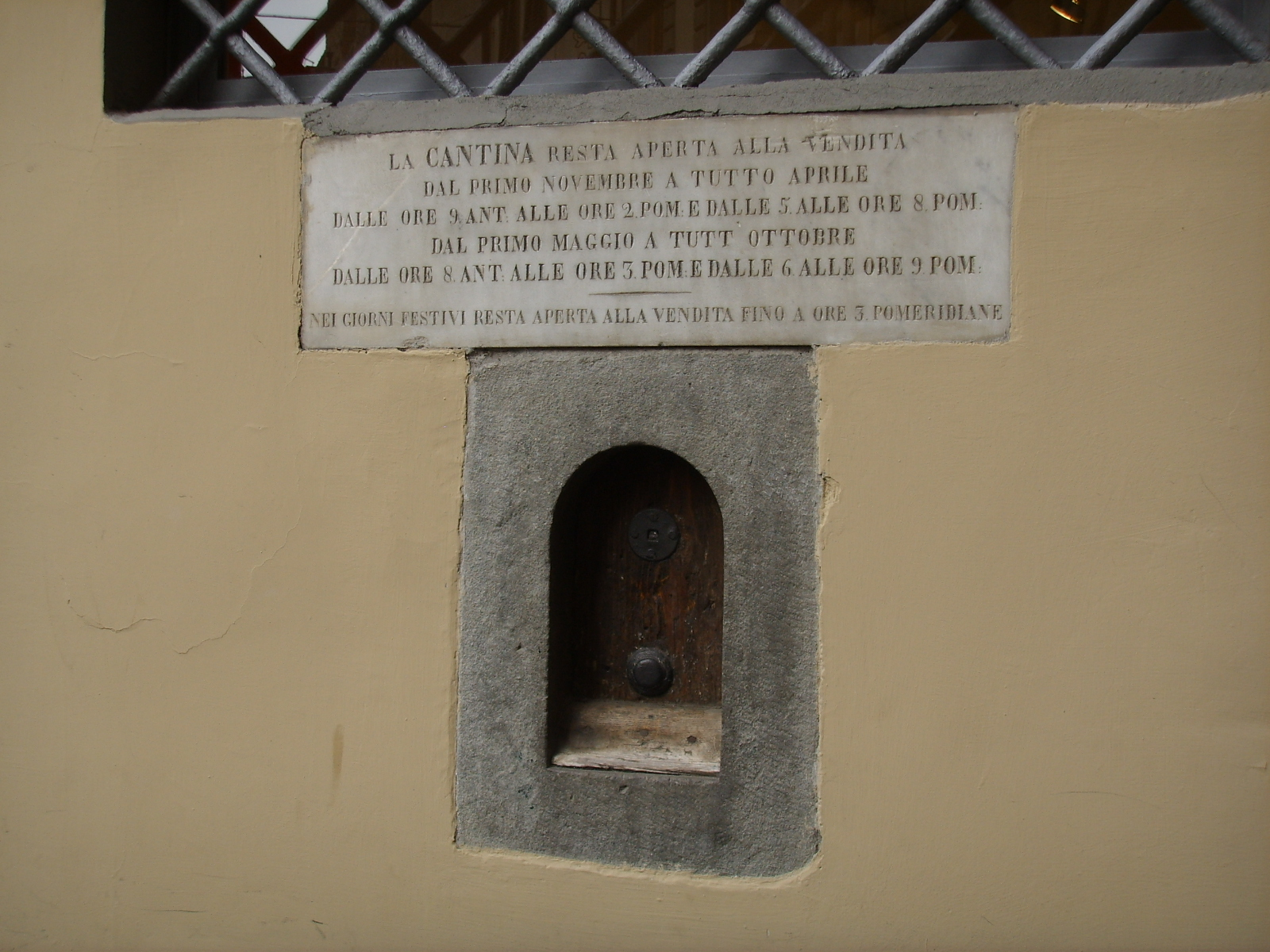
Buchetta del vino con lapide